# Vouliagmeni Olympic Centre
Das Vouliagmeni Olympic Centre war eine temporäre Sportstätte in Vouliagmeni, einem Vorort der griechischen Hauptstadt Athen.
Die Sportstätte wurde für die Wettkämpfe im Triathlon und die Einzelzeitfahren im Straßenradsport bei den Olympischen Sommerspiele 2004 in Athen errichtet. Hierfür wurde eine Stahlrohrtribüne mit 2200 Sitzplätzen an der Bucht von Vouliagmeni aufgestellt. Hier befand sich der Start- und Zielbereich sowie die Wechsel im Triathlon. Des Weiteren bot sie den Zuschauern einen Blick auf das Wettkampfgeschehen im Schwimmen des Triathlons.